# Мукке, Мануэла
Мануэ́ла Му́кке (нем. Manuela Mucke; 30 января 1975, Виттенберг) — немецкая гребчиха-байдарочница, выступала за сборную Германии во второй половине 1990-х — первой половине 2000-х годов. Двукратная олимпийская чемпионка, четырёхкратная чемпионка мира, дважды чемпионка Европы, победительница многих регат национального и международного значения.

## Биография
Мануэла Мукке родилась 30 января 1975 года в городе Виттенберге. Активно заниматься греблей на байдарке начала в раннем детстве, проходила подготовку в гребном клубе Потсдама и позже в столичном спортивном клубе «Берлин-Грюнау». Впервые заявила о себе в 1993 году, став чемпионкой мира среди юниоров.
Первого серьёзного успеха на взрослом международном уровне добилась в 1995 году, когда попала в основной состав немецкой национальной сборной и побывала на домашнем чемпионате мира в Дуйсбурге, откуда привезла серебряную и золотую медали, выигранные в зачёте четырёхместных байдарок на дистанциях 200 и 500 метров соответственно. Благодаря череде удачных выступлений удостоилась права защищать честь страны на летних Олимпийских играх 1996 года в Атланте — в программе байдарок-четвёрок совместно с Биргит Фишер, Рамоной Портвих и Анетт Шук завоевала золотую медаль, победив всех своих соперниц.
В 1997 году Мукке выступила на чемпионате мира в канадском Дартмуте, добавив в послужной список золотую медаль в четвёрках на двухстах метрах. Год спустя на мировом первенстве в венгерском Сегеде получила золото в четвёрках на пятистах метрах, ещё через год на аналогичных соревнованиях в Милане получила две серебряные медали, в двойках на километровой дистанции и в четвёрках на полукилометровой. Будучи в числе лидеров гребной команды Германии, благополучно прошла квалификацию на Олимпийские игры 2000 года в Сиднее, где впоследствии повторила успех четырёхлетней давности, завоевала золото в четвёрках на пятистах метрах — при этом её партнёршами были те же Биргит Фишер, Рамона Портвих, а также Катрин Вагнер. Дополнительно стартовала в гонке одиночек, но здесь не добилась успеха, остановилась на стадии полуфиналов. Помимо этого, побывала на чемпионате Европы в польской Познани, добыв там ещё бронзовую, серебряную и золотую медали.
После сиднейской Олимпиады Мануэла Мукке осталась в основном составе немецкой национальной сборной и продолжила принимать участие в крупнейших международных регатах. Так, в 2001 году она выиграла золотую и серебряную медали на чемпионате Европы в Милане, в то время как на чемпионате мира в Познани заняла первое место в двойках на тысяче метрах, став таким образом четырёхкратной чемпионкой мира. В следующем сезоне на европейском первенстве в Сегеде была бронзовой призёршей, одновременно с этим на первенстве мира в испанской Севилье четырежды поднималась на пьедестал почёта: получила серебро в двойках на пятистах и тысяче метрах, бронзу в четвёрках на двухстах метрах, а также ещё одно серебро в четвёрках на пятистах метрах. В 2003 году на чемпионате мира в американском Гейнсвилле стартовала в зачёте двухместных байдарок на километре и выиграла в этой дисциплине серебряную медаль. В качестве запасной присутствовала в рядах сборной на Олимпийских играх 2004 года в Афинах, но в итоге выйти на старт ей здесь не довелось. По возвращении она приняла решение завершить карьеру профессиональной спортсменки, уступив место в сборной молодым немецким гребчихам.
В 2004 году баллотировалась в члены Федерального Собрания от Социал-демократической партии Германии в городе Бранденбурге.